# Одіссея (фільм, 2016)
«Одіссея» (фр. L'Odyssée) — французький пригодницько-біографічний фільм 2016 року, поставлений режисером Жеромом Саллем з Ламбером Вілсоном в ролі Жака-Іва Кусто.

## Сюжет
Фільм розповідає про життя сім'ї Жака-Іва Кусто з моменту їх переїзду у 1948 році в будинок на березі Середземного моря і оренди судна «Каліпсо», що згодом стало легендарним. 

## У ролях
| • Ламбер Вільсон      | … | Жак-Ів Кусто           |
| • П'єр Ніне           | … | Філіп Кусто            |
| • Одрі Тоту           | … | Сімона Кусто           |
| • Лоран Люка          | … | Філіп Тайле            |
| • Бенжамін Лаверн     | … | Жан-Мішель Кусто       |
| • Венсан Енен         | … | Альберт «Бебер» Фалько |
| • Тібо де Монталембер | … | Етьєн Дее              |
| • Рогер ван Гол       | … | Данієль Кусто          |
| • Хлоя Гіршман        | … | Жан Кусто              |
| • Адам Нілл           | … | Давид Вольпер          |

## Знімальна група
- Автор сценарію — Жером Салль, Лорен Тернер
- Режисер-постановник — Жером Салль
- Продюсери — Олів'є Дельбоск, Філіп Годо, Марк Міссоньє, Наталі Гастальдо
- Співпродюсери — Жак-Анрі Бронкар, Олів'є Бронкар, Філіп Логі, Ігор Нола
- Виконавчі продюсери — Крістін де Жекель, Ерік Відар Лоб
- Асоційований продюсер — Жером Салль
- Композитор — Александр Деспла
- Оператор — Матіас Букар
- Монтаж — Стен Колле
- Художник-постановник — Лоран Отт
- Художник-декоратор — Еммануель Деліс
- Художник по костюмах — Карін Сарфаті
- Артдиректор — Івіка Трпчіч

## Нагороди та номінації
| Список нагород та номінацій | Список нагород та номінацій | Список нагород та номінацій | Список нагород та номінацій                                | Список нагород та номінацій | Список нагород та номінацій |
| Кінопремія                  | Дата церемонії              | Категорія                   | Номінант(и)                                                | Результат                   | Дж                          |
| --------------------------- | --------------------------- | --------------------------- | ---------------------------------------------------------- | --------------------------- | --------------------------- |
| Кришталевий глобус          | 30 січня 2017               | Найкращий актор             | Ламбер Вільсон                                             | Номінація                   |                             |
| Кришталевий глобус          | 30 січня 2017               | Найкраща акторка            | Одрі Тоту                                                  | Номінація                   |                             |
| Премія «Сезар»              | 24 лютого 2017              | Найкращий звук              | Марк Енгельс, Фред Думольдер, Сільван Реті та Жан-Поль Юрі | Номінація                   | [ 4 ]                       |